# Другая сторона Горы
Другая сторона Горы (англ. The Other Side of the Mountain) — американский мелодраматический биографический фильм 1975 года режиссера Ларри Пирса.

## Сюжет
В начале 1955 года горнолыжница Джилл Кинмонт стала национальным чемпионом в слаломе и стала главным претендентом США на медаль зимних Олимпийских игр 1956 года, до которых оставался год. Она была парализована в результате почти смертельного несчастного случая на турнире «Snow Cup» в Альте, за несколько недель до своего 19-летия, оставив её парализованной.